# 프러시안 블루
프러시안 블루(Prussian blue)는 짙은 파란색 물감 또는 그 색을 말한다. 성분은 페로시안화 철의 수화물이며, 페로시안화 칼륨 용액에 염화 철(III)을 가하여 만든다.
킬레이터 제중 하나로, 방사성 동위 원소인 세슘-137에 오염되었을 때 응급 약품으로 쓰인다. 프러시안 블루를 투여하면 세슘-137의 생물학적 반감기가 110일에서 30일로 줄어든다.
프러시안 블루는 18세기 초에 만들어졌으며 최초의 현대 화학 합성 색소이다. 이는 화합물이 물에 녹지 않기 때문에 매우 미세한 교질로 제조된다. 다양한 양의 다른 이온을 함유하고 있으며 콜로이드 입자의 크기에 따라 그 모양이 민감하게 달라진다. 이 색소는 도료에 사용되며 청사진에서 전통적인 "파란색"이며 19세기 일본의 목판화인 아이즈리에 (藍摺り絵)에서 두드러졌다.
의학에서 프러시안 블루 경구 투여는 탈륨(I)과 세슘 방사성 동위원소에 의한 특정한 종류의 중금속 중독에 대한 해독제로 사용된다. 이 치료법은 화합물의 이온 교환 특성과 특정 "연질" 금속 양이온에 대한 높은 친화성을 활용한다. WHO 필수 의약품 목록(List of Essential Medicine)에 등재되어 있으며, 이는 기본적인 의료제도에 필요한 가장 중요한 의약품이다.

## 같이 보기
- 코발트블루
- 크리스탈 바이올렛
- 플루오레세인